# SN 1999ax
SN 1999ax – supernowa typu Iax odkryta 20 marca 1999 roku w galaktyce A140357+1551. W momencie odkrycia miała maksymalną jasność 18,50m.